# سيرديانا
سيرديانا، (بالإنجليزية: Serdiana)‏، هي بلدية في مقاطعة جنوب سردينيا في منطقة سردينيا الإيطالية، وتقع على بعد حوالي 20 كيلومترا (12 ميل) إلى الشمال من كالياري. اعتبارا من 31 ديسمبر 2004، كان عدد سكانها 2,354 وتبلغ مساحتها 55.7 كيلومتر مربع (21.5 ميل مربع). 

## السكان
في سنة 1861 بلغ عدد السكان 1٬006 نسمة، وتطور العدد ليصل في سنة 2011 لـ 2٬620 نسمة.
يظهر هذا المخطط البياني تطور النمو السكاني لـ سيرديانا